# Iceland International 2018
Die Iceland International 2018 im Badminton fanden vom 25. bis zum 28. Januar 2018 in der TBR-Halle in Reykjavík statt.

## Sieger und Platzierte
| Disziplin    | Gold                               | Silber                              | Bronze                                         |
| ------------ | ---------------------------------- | ----------------------------------- | ---------------------------------------------- |
| Herreneinzel | Sam Parsons                        | Bodhit Joshi                        | Rasmus Messerschmidt                           |
| Herreneinzel | Sam Parsons                        | Bodhit Joshi                        | Siddharth Pratap Singh                         |
| Dameneinzel  | Saili Rane                         | Vaishnavi Reddy Jakka               | Kate Foo Kune                                  |
| Dameneinzel  | Saili Rane                         | Vaishnavi Reddy Jakka               | Ágnes Kőrösi                                   |
| Herrendoppel | Alexander Dunn Adam Hall           | Nicklas Mathiasen Mikkel Stoffersen | Job Castillo Lino Muñoz                        |
| Herrendoppel | Alexander Dunn Adam Hall           | Nicklas Mathiasen Mikkel Stoffersen | Adarsh Kumar Jagadish Yadav                    |
| Damendoppel  | Julie MacPherson Eleanor O’Donnell | Emilie Furbo Trine Villadsen        | Klara Johansson Moa Sjöö                       |
| Damendoppel  | Julie MacPherson Eleanor O’Donnell | Emilie Furbo Trine Villadsen        | Elena Fernandez Lorena Uslé                    |
| Mixed        | Rohan Kapoor Kuhoo Garg            | Kristoffer Knudsen Isabella Nielsen | Kristófer Darri Finnsson Margrét Jóhannsdóttir |
| Mixed        | Rohan Kapoor Kuhoo Garg            | Kristoffer Knudsen Isabella Nielsen | Mathias Lund Hansen Emilie Furbo               |

## Ergebnisse

### Herreneinzel Qualifikation
- Manuel Vázquer –  Eysteinn Hognason: 21-11 / 21-12
- Sachin Chandra Shekhara –  Simon Orri Johannsson: 21-10 / 21-16
- Filip Budzel –  Taatsi Pedersen: 21-14 / 26-24
- Sequssuna Fleischer Schmidt –  Kristjan Adalsteinsson: 24-22 / 21-13
- Arturo Hernández –  Kristófer Darri Finnsson: 21-13 / 23-21
- Mathias Lund Hansen –  Eidur Isak Broddason: 15-21 / 21-12 / 23-21
- David Jones –  Andri Broddason: 21-5 / 21-8
- Toke Ketwa-Driefer –  Joseph Hulbert: 21-13 / 16-21 / 21-17
- Ondrej Král –  Tobias Mund: 21-7 / 21-12
- Leon Seiwald –  Jens-Frederik Nielsen: 21-15 / 21-18
- Robert Thor Henn –  Richard Kuhl: 21-19 / 21-11
- Michael Giesinger –  Marcus Jansson: 21-13 / 23-21
- Marton Szerecz –  Jonas Petkus: 21-13 / 21-7
- Mihkel Laanes –  Brynjar Mar Ellertsson: 21-6 / 21-5
- Philip Birker –  Sigurdur Edvard Olafsson: 21-10 / 21-17
- Talar Laa –  Ignas Reznikas: 21-18 / 21-17
- Bedrich Valenta –  Ivar Oddsson: 21-13 / 21-15
- Alejandro Alcalá –  Bjarni Thor Sverrisson: 21-11 / 21-5
- Ditlev Jæger Holm –  Daniel Johannesson: 21-13 / 21-6
- Gergő Pytel –  Mark Šames: 21-15 / 21-18
- Ethan van Leeuwen –  Alexander Landberg: 21-15 / 21-14
- Ilias Xanthou –  Mattias Sonderskov: 21-12 / 21-15
- James Penver –  Daniel Isak Steinarsson: 21-12 / 21-16
- Andy Tsai –  Peder Søvndal: 21-11 / 21-6
- Joachim Persson –  Miguel Barbado: 21-13 / 21-13
- Kári Gunnarsson –  Álvaro Vázquez González: 21-18 / 21-9
- Mikk Järveoja –  Robert Ingi Huldarsson: 21-18 / 21-16
- Kiran George –  Sander Merits: 21-13 / 21-16
- Einar Sverrisson –  Karupathevan Jhotiswaran: w.o.
- Patrick Bjerregaard –  Sigurdur Sverrir Gunnarsson: w.o.
- Thordur Skulason –  Jonathan Dolan: w.o.
- Elis Thor Dansson –  Rahul Bharadwaj B.M: w.o.
- Manuel Vázquer –  Sachin Chandra Shekhara: 21-9 / 21-10
- Filip Budzel –  Sequssuna Fleischer Schmidt: 21-8 / 21-9
- Mathias Lund Hansen –  Arturo Hernández: 21-17 / 21-17
- David Jones –  Toke Ketwa-Driefer: 21-19 / 21-3
- Ondrej Král –  Einar Sverrisson: 21-6 / 21-7
- Leon Seiwald –  Robert Thor Henn: 21-13 / 21-15
- Michael Giesinger –  Marton Szerecz: 21-16 / 21-10
- Mihkel Laanes –  Philip Birker: 21-12 / 21-13
- Talar Laa –  Bedrich Valenta: 21-9 / 21-11
- Ditlev Jæger Holm –  Alejandro Alcalá: 21-12 / 21-8
- Patrick Bjerregaard –  Gergő Pytel: 21-17 / 21-14
- Ilias Xanthou –  Ethan van Leeuwen: 21-19 / 21-12
- Thordur Skulason –  Elis Thor Dansson: 21-18 / 21-10
- Andy Tsai –  James Penver: 21-10 / 21-16
- Joachim Persson –  Kári Gunnarsson: 21-17 / 19-21 / 21-14
- Kiran George –  Mikk Järveoja: 21-7 / 21-11
- Manuel Vázquer –  Filip Budzel: 21-12 / 21-13
- David Jones –  Mathias Lund Hansen: 21-18 / 21-18
- Leon Seiwald –  Ondrej Král: 21-13 / 23-21
- Michael Giesinger –  Mihkel Laanes: 21-15 / 21-11
- Ditlev Jæger Holm –  Talar Laa: 21-14 / 21-19
- Patrick Bjerregaard –  Ilias Xanthou: 21-8 / 21-11
- Andy Tsai –  Thordur Skulason: 21-10 / 21-10
- Joachim Persson –  Kiran George: 17-21 / 21-16 / 21-19

### Herreneinzel
- Rosario Maddaloni –  David Jones: 9-21 / 21-14 / 21-18
- Bodhit Joshi –  Jaromír Janáček: 22-20 / 21-19
- Luka Wraber –  Joachim Persson: 21-16 / 17-21 / 21-14
- Milan Dratva –  Michael Spencer-Smith: 21-10 / 13-21 / 21-14
- Patrick Bjerregaard –  Luís Enrique Peñalver: 21-13 / 13-21 / 26-24
- Rasmus Messerschmidt –  Kartikey Gulshan Kumar: 21-14 / 21-14
- Bernardo Atilano –  Robert Mann: 21-14 / 21-10
- Leon Seiwald –  Lino Muñoz: 21-13 / 18-21 / 24-22
- Siddharath Thakur –  Manuel Vázquer: 16-21 / 21-13 / 21-12
- Jonathan Persson –  Duarte Nuno Anjo: 21-16 / 18-21 / 21-16
- Miha Ivanič - Cristian Savin: 21-9 / 21-12
- Siddharth Pratap Singh –  Gergely Krausz: 21-14 / 22-20
- Ditlev Jæger Holm –  Mikkel Enghøj: 21-14 / 21-7
- Andy Tsai –  Job Castillo: 20-22 / 21-14 / 24-22
- Fabio Caponio –  Michael Giesinger: 21-19 / 21-14
- Sam Parsons –  Daniel Chislov: 21-14 / 21-10
- Bodhit Joshi –  Rosario Maddaloni: 21-13 / 21-19
- Milan Dratva –  Luka Wraber: 21-14 / 5-21 / 21-13
- Rasmus Messerschmidt –  Patrick Bjerregaard: 21-9 / 21-10
- Bernardo Atilano –  Leon Seiwald: 21-11 / 21-9
- Jonathan Persson –  Siddharath Thakur: 21-11 / 18-21 / 21-14
- Siddharth Pratap Singh –  Miha Ivanič: 21-12 / 21-10
- Ditlev Jæger Holm –  Andy Tsai: 20-22 / 21-13 / 21-15
- Sam Parsons –  Fabio Caponio: 23-21 / 21-13
- Bodhit Joshi –  Milan Dratva: 21-12 / 21-5
- Rasmus Messerschmidt –  Bernardo Atilano: 21-15 / 21-14
- Siddharth Pratap Singh –  Jonathan Persson: 22-20 / 21-9
- Sam Parsons –  Ditlev Jæger Holm: 21-13 / 21-18
- Bodhit Joshi –  Rasmus Messerschmidt: 22-24 / 25-23 / 21-17
- Sam Parsons –  Siddharth Pratap Singh: 21-18 / 21-14
- Sam Parsons –  Bodhit Joshi: 21-14 / 21-17

### Dameneinzel Qualifikation
- Trine Villadsen –  Una Hrund Orvar: 21-8 / 21-6
- Freya Redfearn –  Halla Maria Gustafsdottir: 21-3 / 21-8
- Antonia Meinke –  Solrun Anna Ingvarsdottir: 21-7 / 21-7
- Vlada Ginga –  Anna Alexandra Petersen: 21-11 / 21-8
- Abbygael Harris –  Karolina Prus: 21-4 / 21-6
- Arna Karen Johannsdottir –  Sara Lindskov Jacobsen: 21-16 / 21-16
- Katrin Vala Einarsdottir –  Laura Muir: 21-14 / 19-21 / 23-21
- Natalia Mitchell –  Ragnheidur Birna Ragnarsdottir: 21-6 / 21-8
- Freya Redfearn –  Sigríður Árnadóttir: 21-17 / 21-14
- Veronika Dobiášová –  Antonia Meinke: 21-10 / 21-6
- Vlada Ginga –  Juliana Karitas Johannsdottir: 21-6 / 21-8
- Abbygael Harris –  Mathilde Haapanen: 21-11 / 21-17
- Þórunn Eylands –  Katrin Vala Einarsdottir: 21-16 / 21-16
- Trine Villadsen –  Ella Soderstrom: w.o.
- Arna Karen Johannsdottir –  Mariya Rud: w.o.
- Natalia Mitchell –  Maria Delia Zambrano: w.o.

### Dameneinzel
- Kate Foo Kune –  Daniella Gonda: 19-21 / 21-15 / 21-12
- Sónia Gonçalves –  Natalia Mitchell: 21-8 / 21-8
- Jordan Hart –  Gerda Voitechovskaja: 21-17 / 21-17
- Sara Peñalver Pereira - Vlada Ginga: 21-8 / 22-20
- Vaishnavi Reddy Jakka –  Georgina Bland: 21-16 / 21-12
- Arna Karen Johannsdottir –  Rebecca Kuhl: 2-0 Ret.
- Kristin Kuuba –  Freya Redfearn: 21-16 / 21-9
- Trine Villadsen –  Mariana Ugalde: 21-19 / 21-15
- Kati-Kreet Marran –  Margrét Jóhannsdóttir: 21-19 / 21-17
- Ágnes Kőrösi –  Elisa Wiborg: 21-11 / 22-20
- Veronika Dobiášová –  Þórunn Eylands: 21-8 / 21-11
- Grace King –  Maria Delia Zambrano: 21-12 / 26-24
- Ella Soderstrom –  Mariya Rud: 21-9 / 18-21 / 21-10
- Saili Rane –  Sabina Milova: 21-14 / 21-12
- Abbygael Harris –  Vytautė Fomkinaitė: 21-18 / 21-18
- Clara Azurmendi –  Réka Madarász: 21-13 / 21-14
- Kate Foo Kune –  Sónia Gonçalves: 23-21 / 21-13
- Sara Peñalver Pereira –  Jordan Hart: 21-16 / 21-12
- Vaishnavi Reddy Jakka –  Arna Karen Johannsdottir: 21-9 / 21-11
- Kristin Kuuba –  Trine Villadsen: 21-16 / 21-13
- Ágnes Kőrösi –  Kati-Kreet Marran: 21-5 / 21-23 / 21-19
- Grace King –  Veronika Dobiášová: 21-18 / 10-21 / 21-19
- Saili Rane –  Ella Soderstrom: 21-15 / 21-13
- Clara Azurmendi –  Abbygael Harris: 21-17 / 21-15
- Kate Foo Kune –  Sara Peñalver Pereira: 19-21 / 21-17 / 21-13
- Vaishnavi Reddy Jakka –  Kristin Kuuba: 21-11 / 21-19
- Ágnes Kőrösi –  Grace King: 21-8 / 18-21 / 21-18
- Saili Rane –  Clara Azurmendi: 16-21 / 21-14 / 21-14
- Vaishnavi Reddy Jakka –  Kate Foo Kune: 21-17 / 21-18
- Saili Rane –  Ágnes Kőrösi: 21-14 / 10-21 / 21-13
- Saili Rane –  Vaishnavi Reddy Jakka: 22-20 / 21-12

### Herrendoppel Qualifikation
- Toke Ketwa-Driefer /  Sequssuna Fleischer Schmidt –  Elis Thor Dansson /  Simon Orri Johannsson: w.o.
- Kristjan Adalsteinsson /  Thorkell Ingi Eriksson –  Jens-Frederik Nielsen /  Taatsi Pedersen: w.o.

### Herrendoppel
- Alexander Dunn /  Adam Hall –  William Jones /  James Penver: 21-10 / 21-10
- Javier Suarez /  Alberto Zapico –  Eysteinn Hognason /  Einar Sverrisson: 21-8 / 21-11
- Alexander Bass /  Shai Geffen –  Tomas Dovydaitis /  Ignas Reznikas: 21-9 / 25-23
- Gergely Krausz /  Tovannakasem Samatcha –  Robert Thor Henn /  Robert Ingi Huldarsson: 22-20 / 21-11
- Mikk Järveoja /  Mihkel Laanes –  Pawel Pradzinski /  Jan Rudzinski: 21-14 / 21-18
- Mathias Borg /  Magnus Sahlberg –  Jens-Frederik Nielsen /  Taatsi Pedersen: 21-15 / 21-15
- Adarsh Kumar /  Jagadish Yadav –  Toke Ketwa-Driefer /  Sequssuna Fleischer Schmidt: 21-11 / 21-11
- Davíð Bjarni Björnsson /  Kristófer Darri Finnsson –  Elis Thor Dansson /  Simon Orri Johannsson: 21-7 / 21-9
- Duarte Nuno Anjo /  Bernardo Atilano –  Filip Budzel /  Peder Søvndal: 21-19 / 21-18
- Magnus Christensen /  Fredrik Kristensen –  Jonas Petkus /  Mark Šames: 21-9 / 21-15
- David Hong /  Ethan van Leeuwen –  Kristjan Adalsteinsson /  Thorkell Ingi Eriksson: 21-11 / 21-9
- Job Castillo /  Lino Muñoz –  Sigurdur Edvard Olafsson /  Daniel Isak Steinarsson: 21-12 / 21-7
- Nicklas Mathiasen /  Mikkel Stoffersen –  Andri Broddason /  Brynjar Mar Ellertsson: 21-7 / 21-11
- Kári Gunnarsson /  Daniel Johannesson –  Philip Birker /  Dominik Stipsits: 21-17 / 25-23
- Robert Mann /  Mattias Sonderskov –  Mykola Martynenko /  Sviatoslav Oliynyk: 13-21 / 21-16 / 21-14
- Martin Campbell /  Patrick MacHugh –  Thordur Skulason /  Bjarni Thor Sverrisson: 21-2 / 21-5
- Alexander Dunn /  Adam Hall –  Javier Suarez /  Alberto Zapico: 21-10 / 21-13
- Gergely Krausz /  Tovannakasem Samatcha –  Alexander Bass /  Shai Geffen: 21-12 / 15-21 / 21-18
- Mathias Borg /  Magnus Sahlberg –  Mikk Järveoja /  Mihkel Laanes: 21-13 / 21-19
- Adarsh Kumar /  Jagadish Yadav –  Davíð Bjarni Björnsson /  Kristófer Darri Finnsson: 21-15 / 14-21 / 21-18
- Job Castillo /  Lino Muñoz –  David Hong /  Ethan van Leeuwen: 21-17 / 21-12
- Nicklas Mathiasen /  Mikkel Stoffersen –  Kári Gunnarsson /  Daniel Johannesson: 21-13 / 23-21
- Martin Campbell /  Patrick MacHugh –  Robert Mann /  Mattias Sonderskov: 21-9 / 21-8
- Magnus Christensen /  Fredrik Kristensen –  Duarte Nuno Anjo /  Bernardo Atilano: w.o.
- Alexander Dunn /  Adam Hall –  Gergely Krausz /  Tovannakasem Samatcha: 20-22 / 21-7 / 21-14
- Adarsh Kumar /  Jagadish Yadav –  Mathias Borg /  Magnus Sahlberg: 21-14 / 16-21 / 10-19 Ret.
- Job Castillo /  Lino Muñoz –  Magnus Christensen /  Fredrik Kristensen: 19-21 / 21-12 / 21-15
- Nicklas Mathiasen /  Mikkel Stoffersen –  Martin Campbell /  Patrick MacHugh: 12-21 / 21-18 / 21-19
- Alexander Dunn /  Adam Hall –  Adarsh Kumar /  Jagadish Yadav: 21-13 / 21-10
- Nicklas Mathiasen /  Mikkel Stoffersen –  Job Castillo /  Lino Muñoz: 21-18 / 21-17
- Alexander Dunn /  Adam Hall –  Nicklas Mathiasen /  Mikkel Stoffersen: 21-16 / 21-18

### Damendoppel
- Grace King /  Hope Warner –  Juliana Karitas Johannsdottir /  Ragnheidur Birna Ragnarsdottir: 21-5 / 21-1
- Emilie Furbo /  Trine Villadsen –  Anna Alexandra Petersen /  Karolina Prus: 21-7 / 21-9
- Asmita Chaudhari /  Annie Lado –  Erla Björg Hafsteinsdóttir /  Elsa Nielsen: 21-17 / 21-15
- Molly Chapman /  Freya Redfearn –  Milka Brønlund /  Sara Lindskov Jacobsen: 21-7 / 21-7
- Þórunn Eylands /  Arna Karen Johannsdottir –  Vytautė Fomkinaitė /  Gerda Voitechovskaja: 21-23 / 21-15 / 21-12
- Abbygael Harris /  Natalia Mitchell –  Solrun Anna Ingvarsdottir /  Una Hrund Orvar: 21-13 / 21-8
- Evie Burbidge /  Elizabeth McMorrow –  Veronika Dobiášová /  Martina Krocová: 21-12 / 21-16
- Sigríður Árnadóttir /  Margrét Jóhannsdóttir –  Grace King /  Hope Warner: 18-21 / 21-17 / 21-17
- Emilie Furbo /  Trine Villadsen –  Kuhoo Garg /  Ningshi Block Hazarika: 21-17 / 16-21 / 21-14
- Nikoletta Bukoviczki /  Daniella Gonda –  Asmita Chaudhari /  Annie Lado: 21-18 / 21-18
- Elena Fernandez /  Lorena Uslé –  Molly Chapman /  Freya Redfearn: 17-21 / 21-15 / 21-17
- Solvår Flåten Jørgensen /  Natalie Syvertsen –  Þórunn Eylands /  Arna Karen Johannsdottir: 13-21 / 21-14 / 21-7
- Abbygael Harris /  Natalia Mitchell –  Katrin Vala Einarsdottir /  Halla Maria Gustafsdottir: 21-7 / 21-9
- Julie MacPherson /  Eleanor O’Donnell –  Evie Burbidge /  Elizabeth McMorrow: 21-17 / 21-16
- Klara Johansson /  Moa Sjöö –  Kristin Kuuba /  Helina Rüütel: w.o.
- Klara Johansson /  Moa Sjöö –  Sigríður Árnadóttir /  Margrét Jóhannsdóttir: 21-15 / 21-7
- Emilie Furbo /  Trine Villadsen –  Nikoletta Bukoviczki /  Daniella Gonda: 21-14 / 21-14
- Elena Fernandez /  Lorena Uslé –  Solvår Flåten Jørgensen /  Natalie Syvertsen: 21-13 / 21-16
- Julie MacPherson /  Eleanor O’Donnell –  Abbygael Harris /  Natalia Mitchell: 21-10 / 21-18
- Emilie Furbo /  Trine Villadsen –  Klara Johansson /  Moa Sjöö: 21-13 / 19-21 / 21-10
- Julie MacPherson /  Eleanor O’Donnell –  Elena Fernandez /  Lorena Uslé: 21-9 / 21-16
- Julie MacPherson /  Eleanor O’Donnell –  Emilie Furbo /  Trine Villadsen: 17-21 / 21-13 / 21-17

### Mixed
- Sander Merits /  Kati-Kreet Marran –  Robert Ingi Huldarsson /  Arna Karen Johannsdottir: 21-16 / 21-15
- Tovannakasem Samatcha /  Nikoletta Bukoviczki –  Bjarni Thor Sverrisson /  Una Hrund Orvar: 21-11 / 21-6
- Kristófer Darri Finnsson /  Margrét Jóhannsdóttir –  Jaromír Janáček /  Sabina Milova: 21-19 / 24-22
- Magnus Christensen /  Natalie Syvertsen –  Eysteinn Hognason /  Halla Maria Gustafsdottir: 21-8 / 21-14
- Daniel Johannesson /  Sigríður Árnadóttir –  Ethan van Leeuwen /  Annie Lado: 21-17 / 21-15
- Javier Suarez /  Elena Fernandez –  Eidur Isak Broddason /  Laura Muir: 21-16 / 21-13
- Mark Šames /  Vytautė Fomkinaitė –  Brynjar Mar Ellertsson /  Katrin Vala Einarsdottir: 21-14 / 21-8
- Rohan Kapoor /  Kuhoo Garg –  David Hong /  Molly Chapman: 21-13 / 21-13
- William Jones /  Asmita Chaudhari –  Einar Sverrisson /  Juliana Karitas Johannsdottir: 21-11 / 21-4
- Bedrich Valenta /  Martina Krocová –  Davíð Bjarni Björnsson /  Erla Björg Hafsteinsdóttir: 21-19 / 21-17
- Mathias Lund Hansen /  Emilie Furbo –  Dominik Stipsits /  Antonia Meinke: 21-17 / 21-16
- Mykola Martynenko /  Mariya Rud –  Carl Christian Mork /  Elisa Wiborg: w.o.
- Toke Ketwa-Driefer /  Milka Brønlund –  Sigurdur Sverrir Gunnarsson /  Þórunn Eylands: w.o.
- Kristoffer Knudsen /  Isabella Nielsen –  Sander Merits /  Kati-Kreet Marran: 21-13 / 21-16
- Mykola Martynenko /  Mariya Rud –  Tovannakasem Samatcha /  Nikoletta Bukoviczki: 21-13 / 21-19
- Kristófer Darri Finnsson /  Margrét Jóhannsdóttir –  Alberto Zapico /  Lorena Uslé: 21-12 / 14-21 / 21-19
- Daniel Johannesson /  Sigríður Árnadóttir –  Magnus Christensen /  Natalie Syvertsen: 16-21 / 21-19 / 21-19
- Javier Suarez /  Elena Fernandez –  Toke Ketwa-Driefer /  Milka Brønlund: 21-8 / 21-6
- Rohan Kapoor /  Kuhoo Garg –  Mark Šames /  Vytautė Fomkinaitė: 21-18 / 21-9
- William Jones /  Asmita Chaudhari –  Bedrich Valenta /  Martina Krocová: 21-11 / 21-16
- Mathias Lund Hansen /  Emilie Furbo –  Fredrik Kristensen /  Solvår Flåten Jørgensen: 21-18 / 21-9
- Kristoffer Knudsen /  Isabella Nielsen –  Mykola Martynenko /  Mariya Rud: 21-15 / 14-21 / 21-6
- Kristófer Darri Finnsson /  Margrét Jóhannsdóttir –  Daniel Johannesson /  Sigríður Árnadóttir: 21-6 / 21-16
- Rohan Kapoor /  Kuhoo Garg –  Javier Suarez /  Elena Fernandez: 21-14 / 21-13
- Mathias Lund Hansen /  Emilie Furbo –  William Jones /  Asmita Chaudhari: 21-10 / 19-21 / 21-15
- Kristoffer Knudsen /  Isabella Nielsen –  Kristófer Darri Finnsson /  Margrét Jóhannsdóttir: 21-16 / 21-9
- Rohan Kapoor /  Kuhoo Garg –  Mathias Lund Hansen /  Emilie Furbo: 21-12 / 22-20
- Rohan Kapoor /  Kuhoo Garg –  Kristoffer Knudsen /  Isabella Nielsen: 16-21 / 21-19 / 21-18